# Sperrstelle Rein-Roost

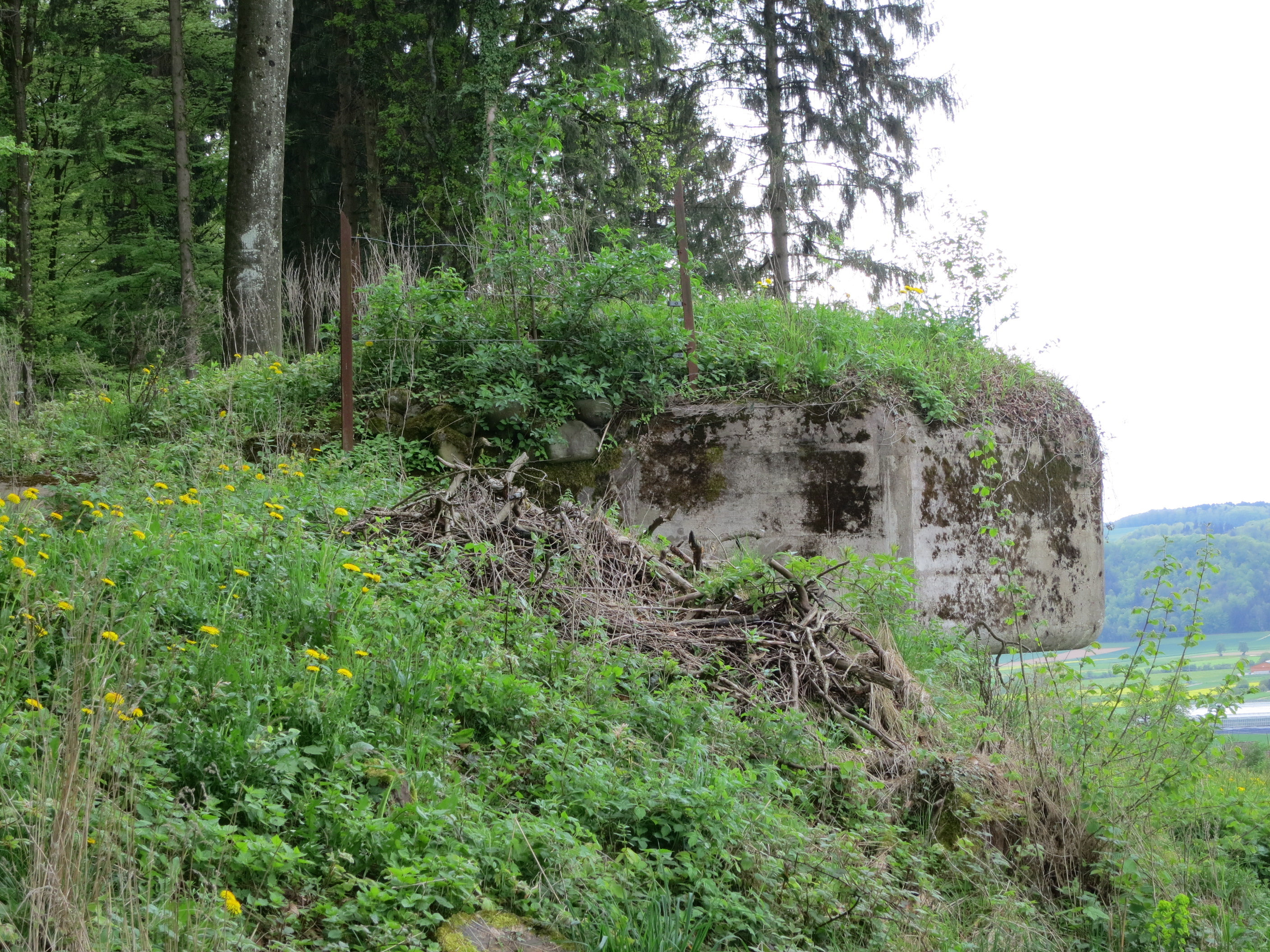
Artilleriebeobachtungsbunker «Hinterrein» A 3871

Die Sperrstelle Rein-Roost war eine Verteidigungsstellung der Schweizer Armee. Sie bildete den fünften und wichtigsten Sperrriegel der Armeestellung im unteren Aaretal, das als Einfallsachse von Norden Richtung Mittelland galt.
Die Sperre wurde 1939–1940 unter der Leitung der 5. Division gebaut und gilt als militärhistorisches Denkmal von nationaler Bedeutung.

## Sperrstelle Rein-Roost
Zwischen Geissberg und Ibrig entstanden 1939/40 die Sperrstellen Rein der 5. Division (2. Armeekorps) und Roost der 8. Division (3. Armeekorps). Die Aare bildete zwischen Brugg und Stilli die Abschnittsgrenze. Taktisch und historisch gehörten die administrativ getrennten Sperren Rein mit 25 Anlagen und Roost mit 17 Objekten zusammen.
Die Sperre bestand aus einem durchgehenden Geländepanzerhindernis (GPH) von Ibrig/Roost an die Aare und von Rein durch das Villigerfeld bis zum Villiger-Buck. Es wurde von Infanteriewerken, Geschützständen, Artilleriestellungen, den Artilleriewerken Besserstein und Rein sowie dem Villiger-Buck geschützt.
Ab 1951 wurden vier Bunker mit Vickers-Flabkanonen zur Panzerabwehr und ab 1990 zwei 10,5 cm Panzerabwehr-System Centurion als verbunkerte Panzerabwehrstellungen gebaut.
Der Auftrag der zur Grenzbrigade 5 gehörenden Sperrstelle lautete:
«Halten bis zur letzten Patrone», wie bei allen Grenzbrigaden. Mit allen Mitteln waren nach einer Rheinüberquerung eines Feindes die weiterführenden Achsen zu sperren, einen Stoss ins Wasserschloss zu verhindern und sich einem Stoss durch den eigenen Raum zu widersetzen.

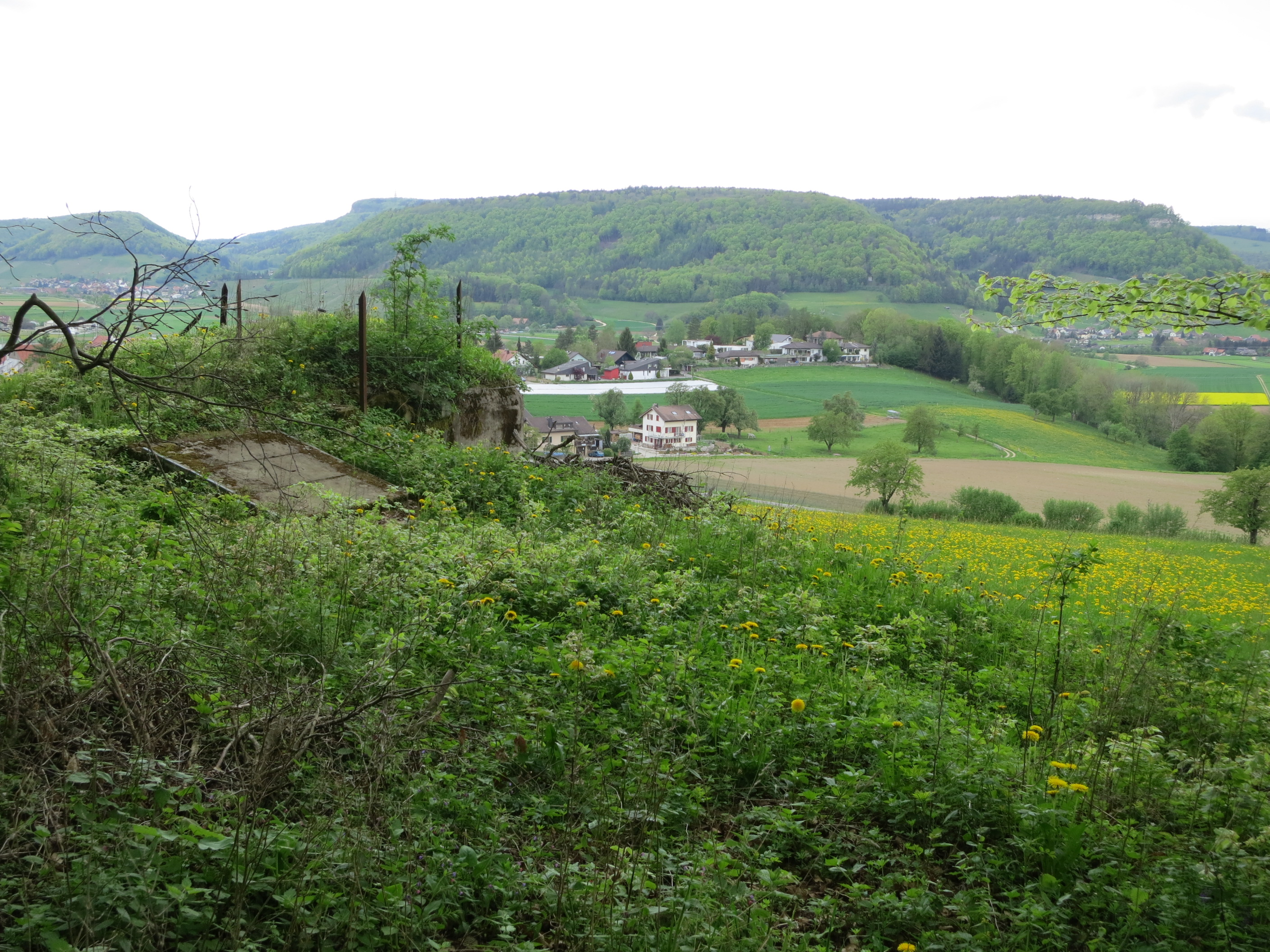
Sperrstelle Rein mit Geissberg
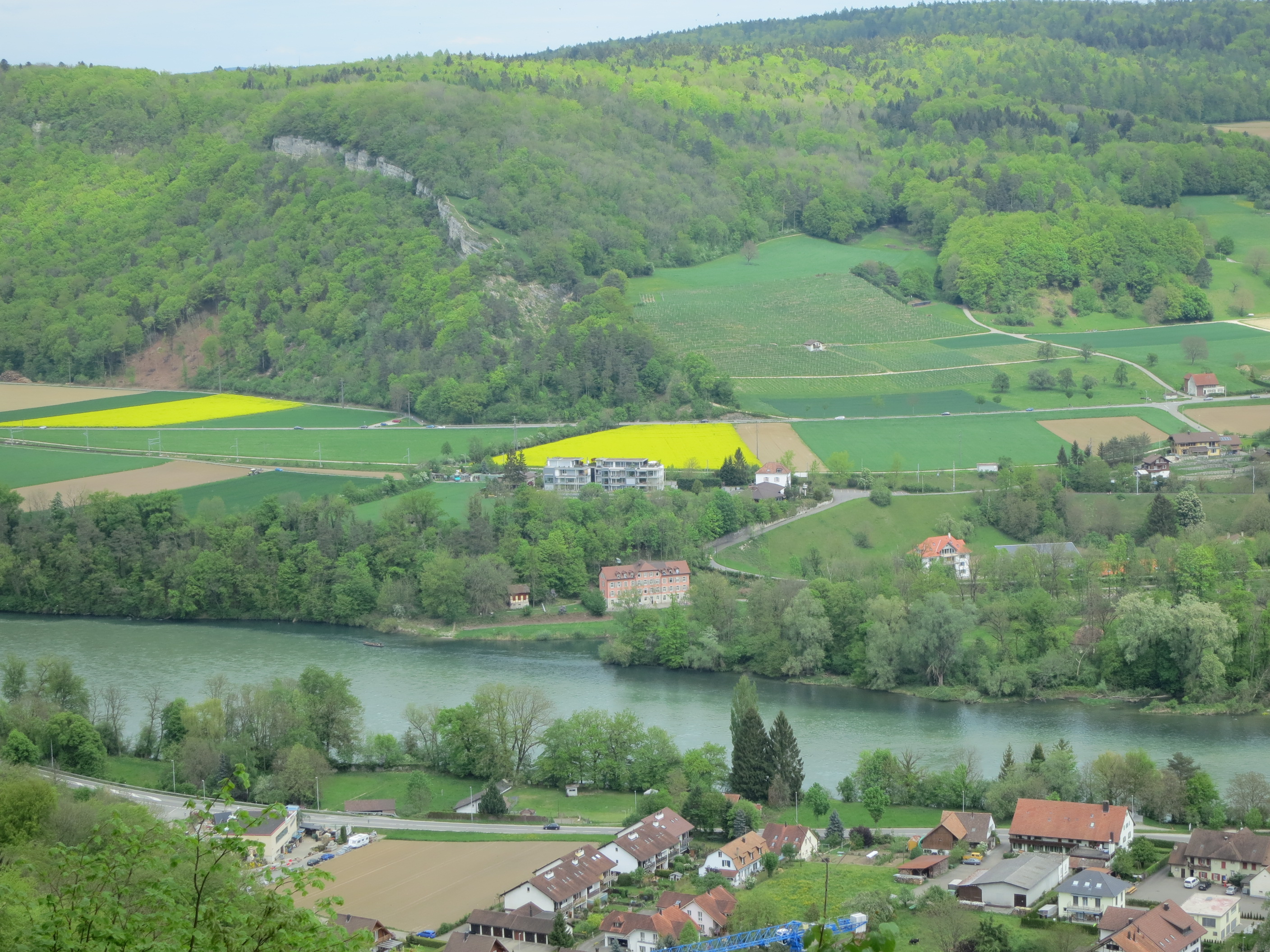
Sperrstelle Roost mit Ibrig
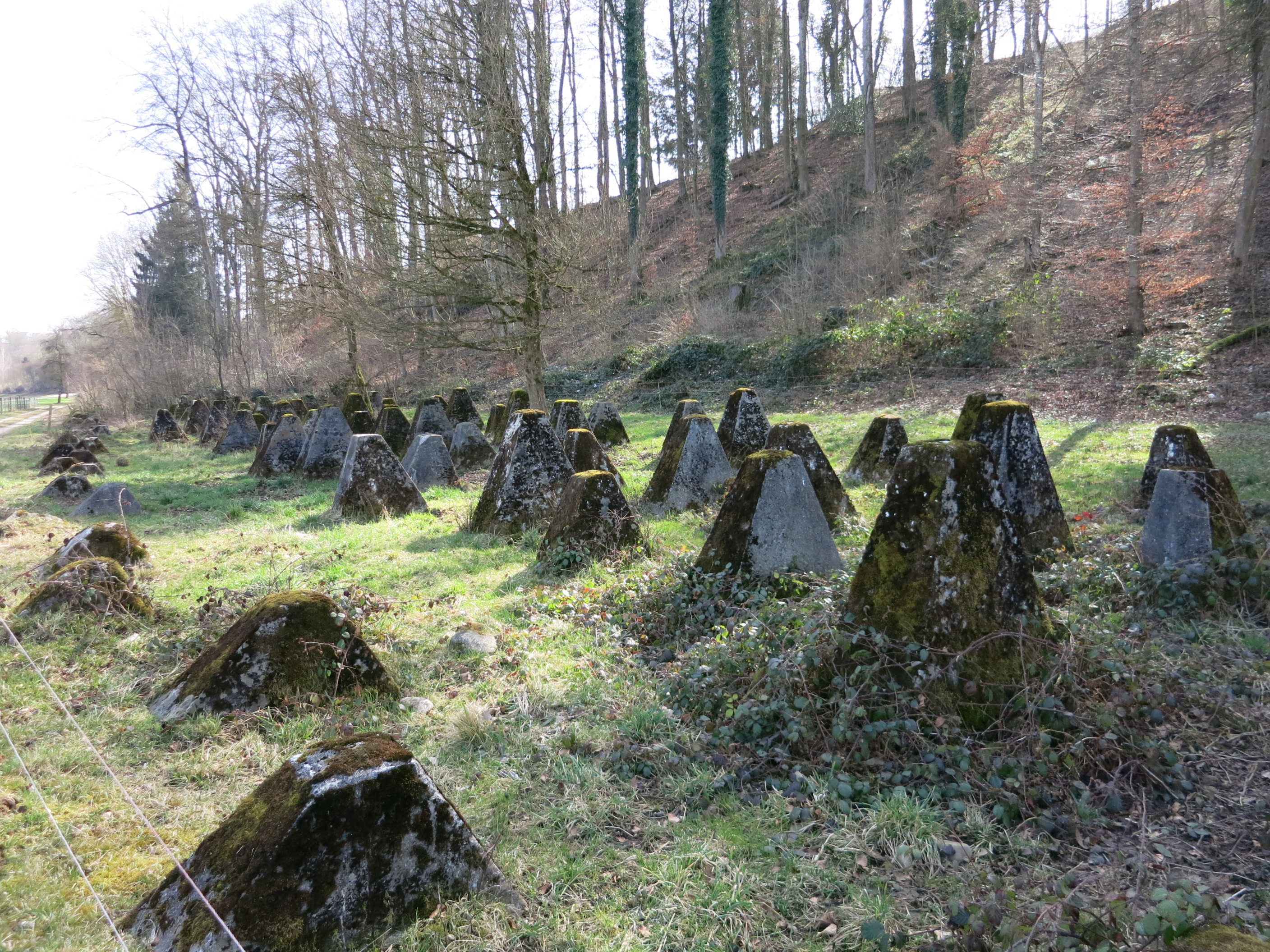
GPH Rein
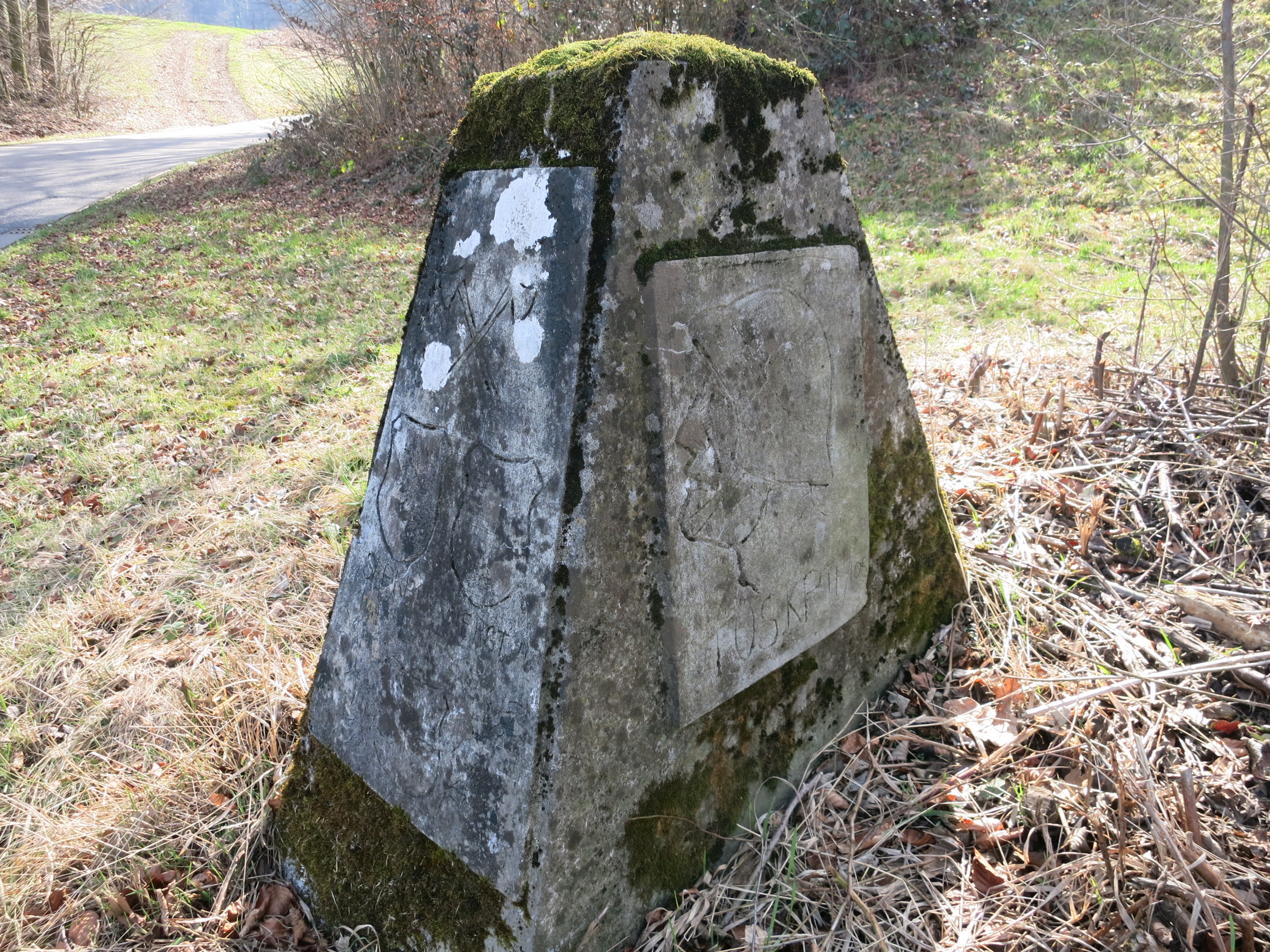
GPH Rein

## Anlagen Sperrstelle Rein
Die Sperrstelle Rein bestand neben dem Artilleriewerk Rein (A 3840) aus folgenden Anlagen:
- GPH Rein-Villigen ⊙
- Maschinengewehrbunker «Steinrenne» A 3839 ⊙
- Infanteriebunker: «Hinterrein-Ost» mit einer Panzerabwehrkanone (Pak), einem Maschinengewehr (Mg) A 3841 ⊙, «Hinterrein-West» mit 1 Mg A 3842 ⊙, «Fuchsloch» mit 1 Mg, 1 Lmg A 3843 ⊙, Ik-Schild «Fuchsloch» ⊙, «Kabisberg-Ost» mit 1 Pak, 1 Mg A 3844 ⊙, «Kabisberg-West»  mit 1 Mg A 3845 ⊙
- Artilleriebunker «Villiger-Buck» mit einer 7,5 cm Feldkanone, 2 Mg A 3846 ⊙
- Artilleriebeobachter «Schwobeblick» mit drei Beobachtern A 3847 ⊙
- Bataillonskommandoposten «Sunneberg» A 3866
- Artilleriebeobachtungswerk «Steinbruch, Vorderrein» A 3870, Felswerk mit drei unterirdisch verbundenen Artilleriebeobachtungsbunkern «Ost», «Mitte», «West» (mit Blinkerstand), und Unterkunftsräumen für 22 Mann ⊙
- Artilleriebeobachtungsbunker «Hinterrein» A 3871 ⊙
- Artilleriebeobachtungsbunker «Hinterrein» A 3872 ⊙
- Panzerabwehrbunker (Vickers-Pak): «Tannlirain» (Vickers-Pak) A 3896 ⊙,
- Panzerabwehrbunker  «Hubacker» (Vickers-Pak) A 3897 ⊙
- Panzerabwehrbunker «Langmatten» (Vickers-Pak) A 3898, Baujahr 1953 ⊙

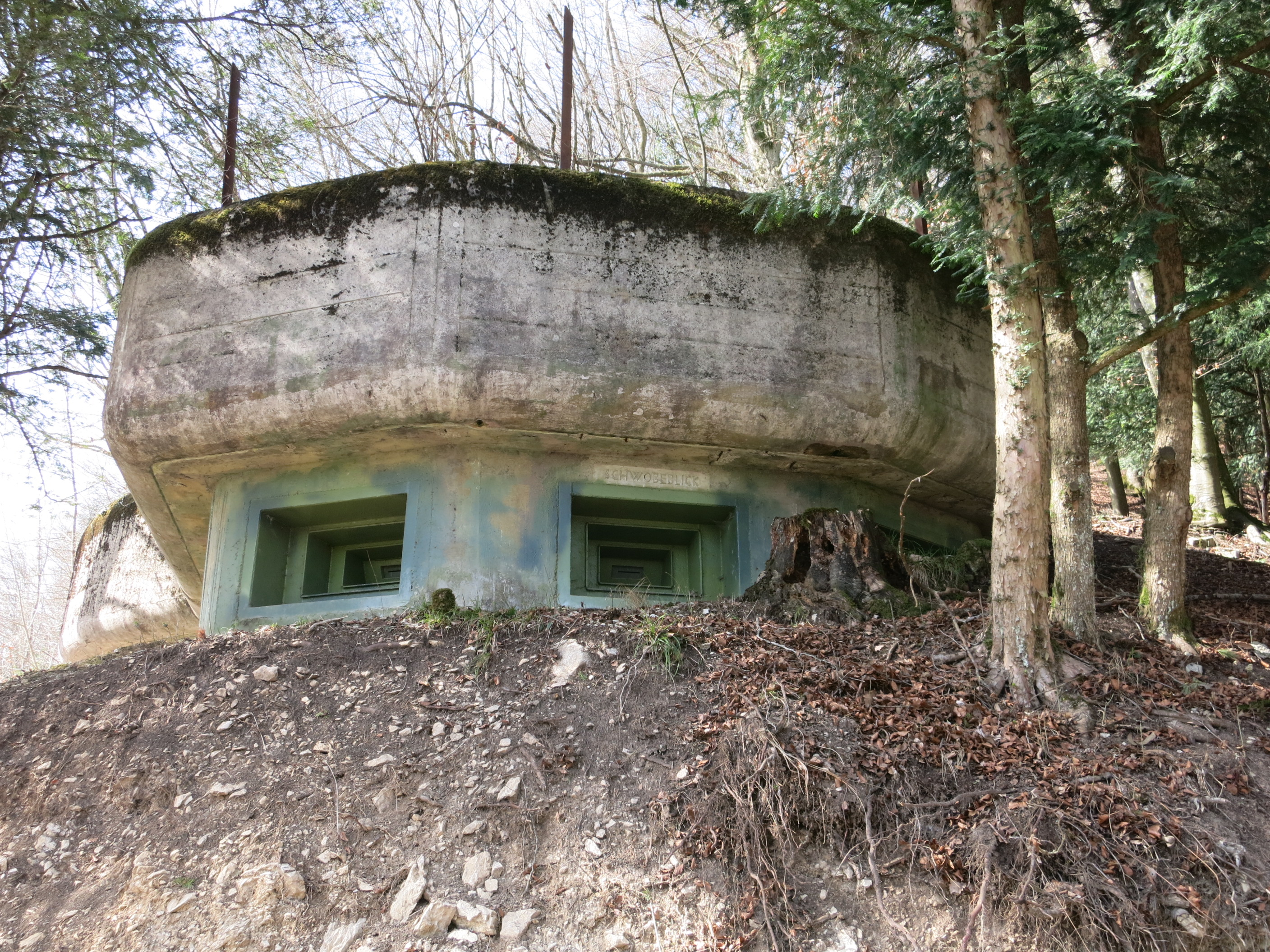
Artilleriebeobachter «Schwobeblick» mit drei Beobachtern A 3847
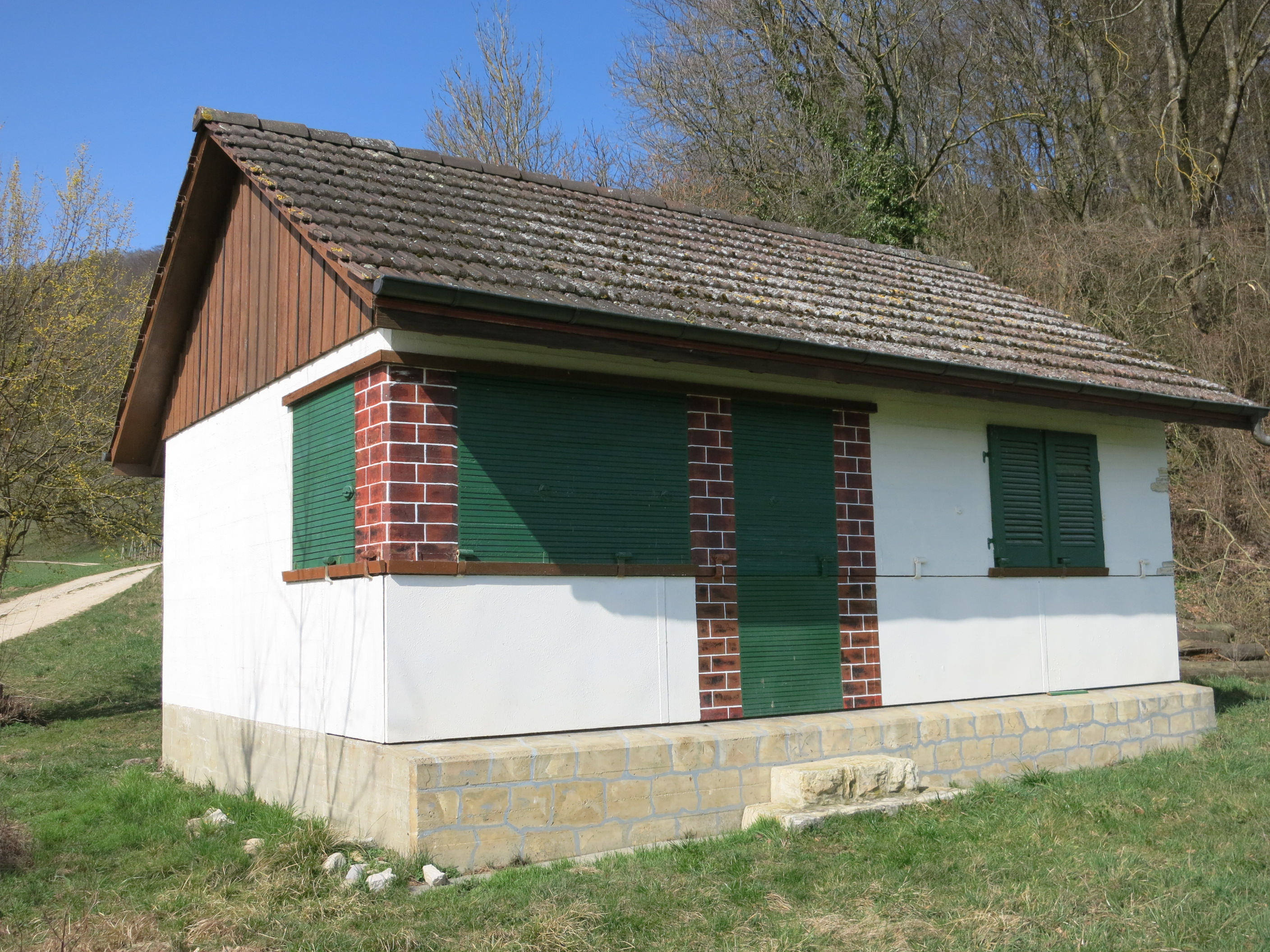
Panzerabwehrbunker «Langmatten» (Vickers-Pak) A 3898
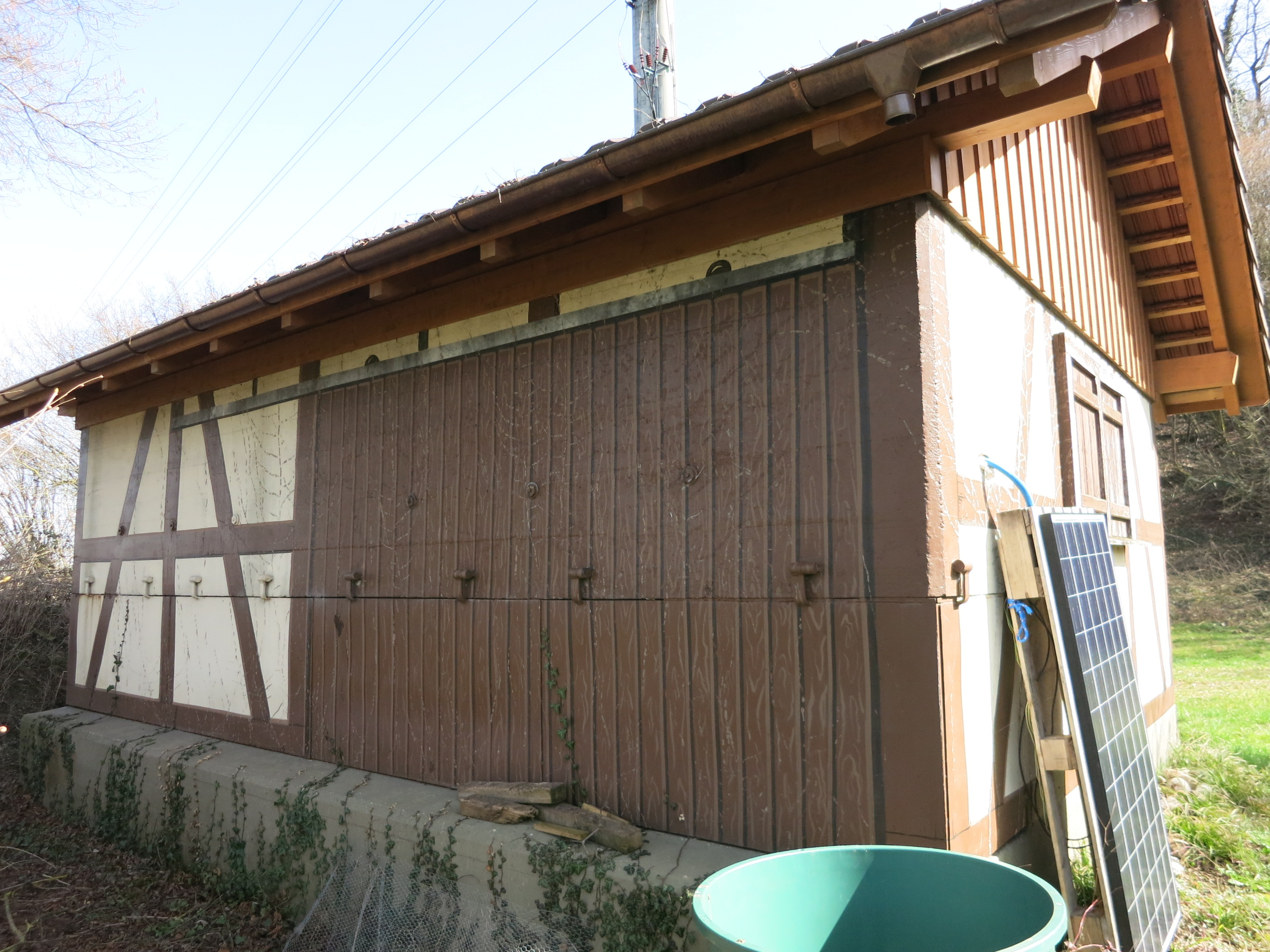
Panzerabwehrbunker «Tannlirain» (Vickers-Pak) A 3896
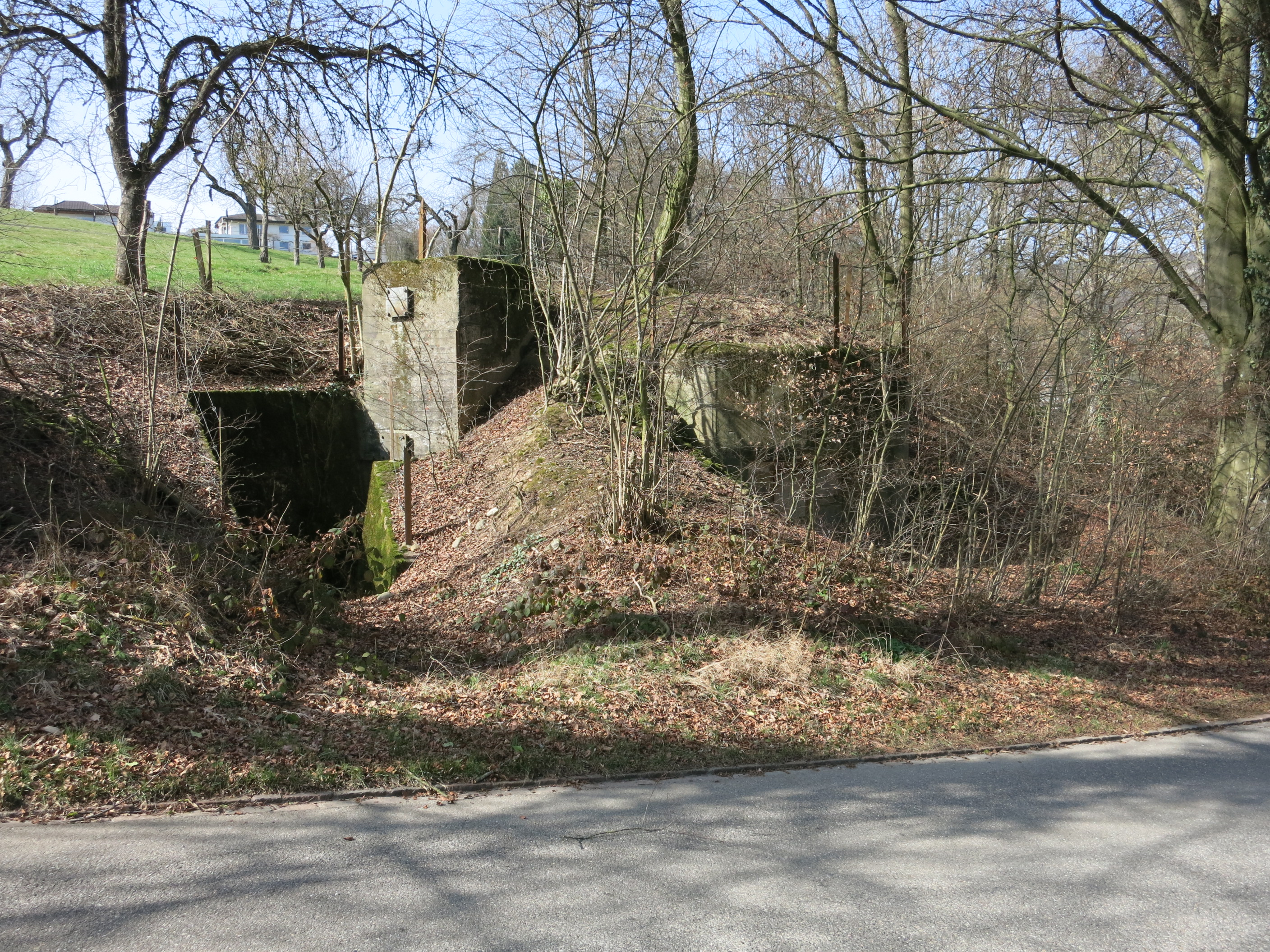
Infanteriebunker «Fuchsloch» A 3843

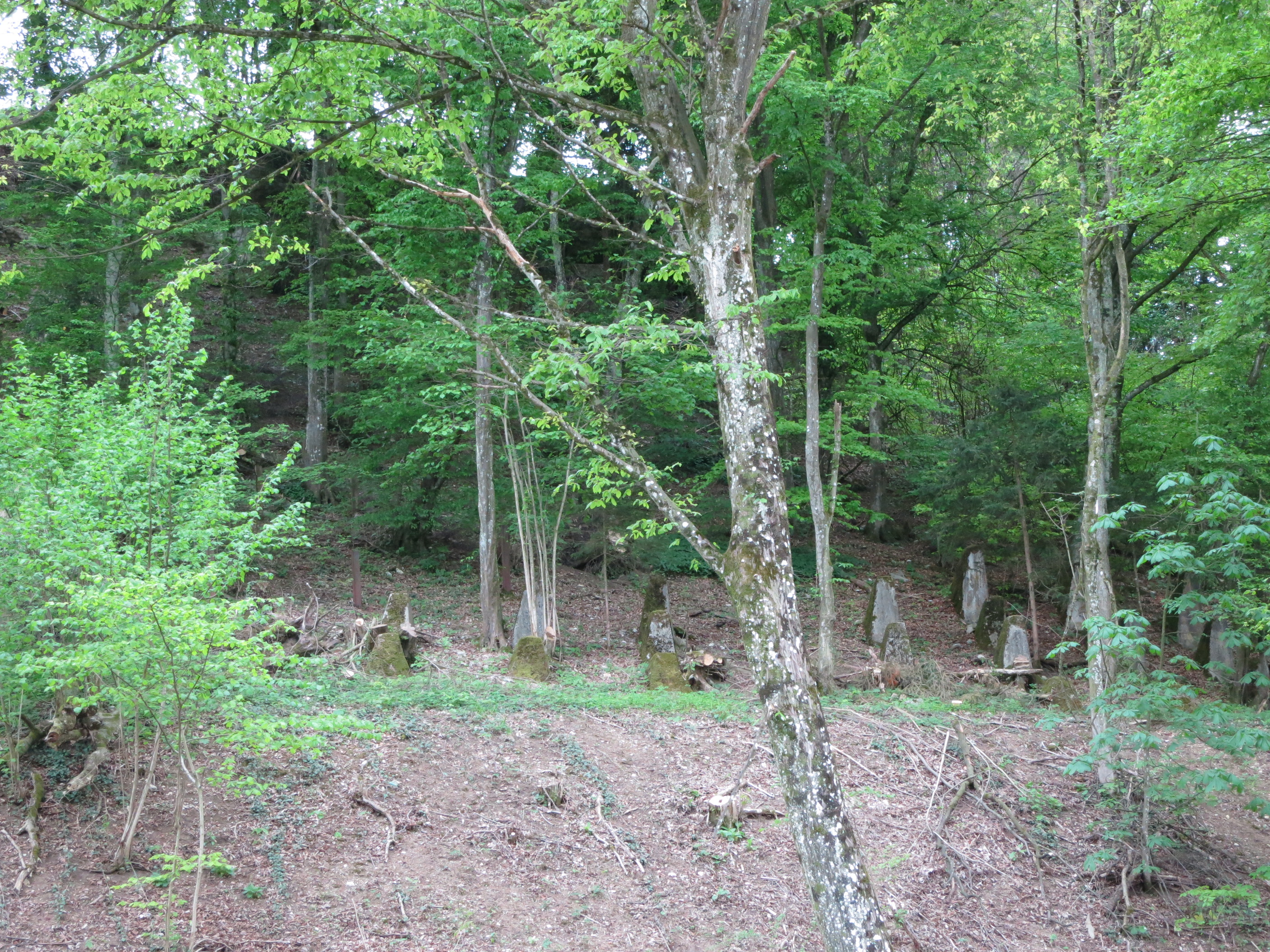
GPH Villigerfeld
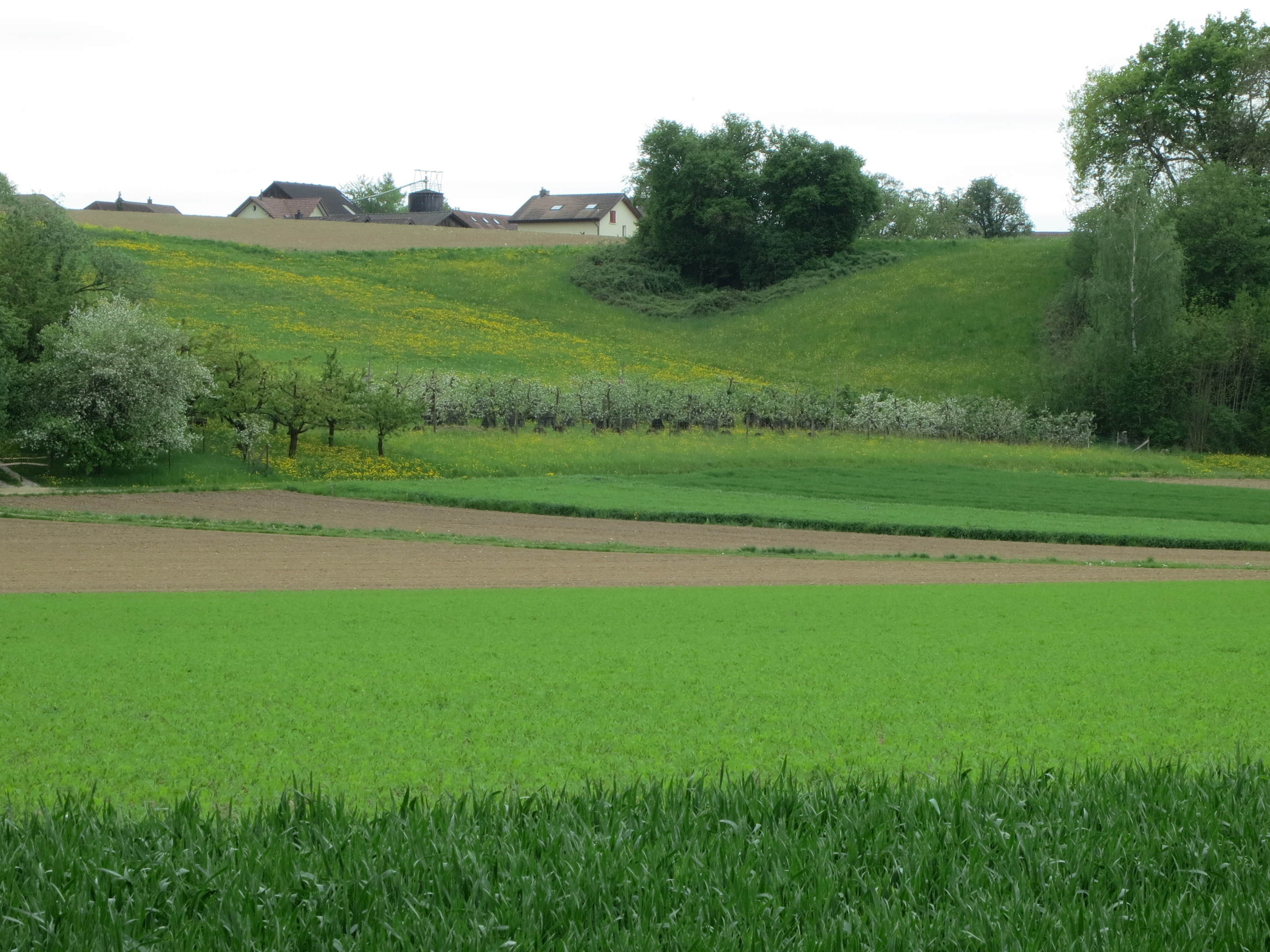
Höckerlinie Villigerfeld mit Bunker A 3842
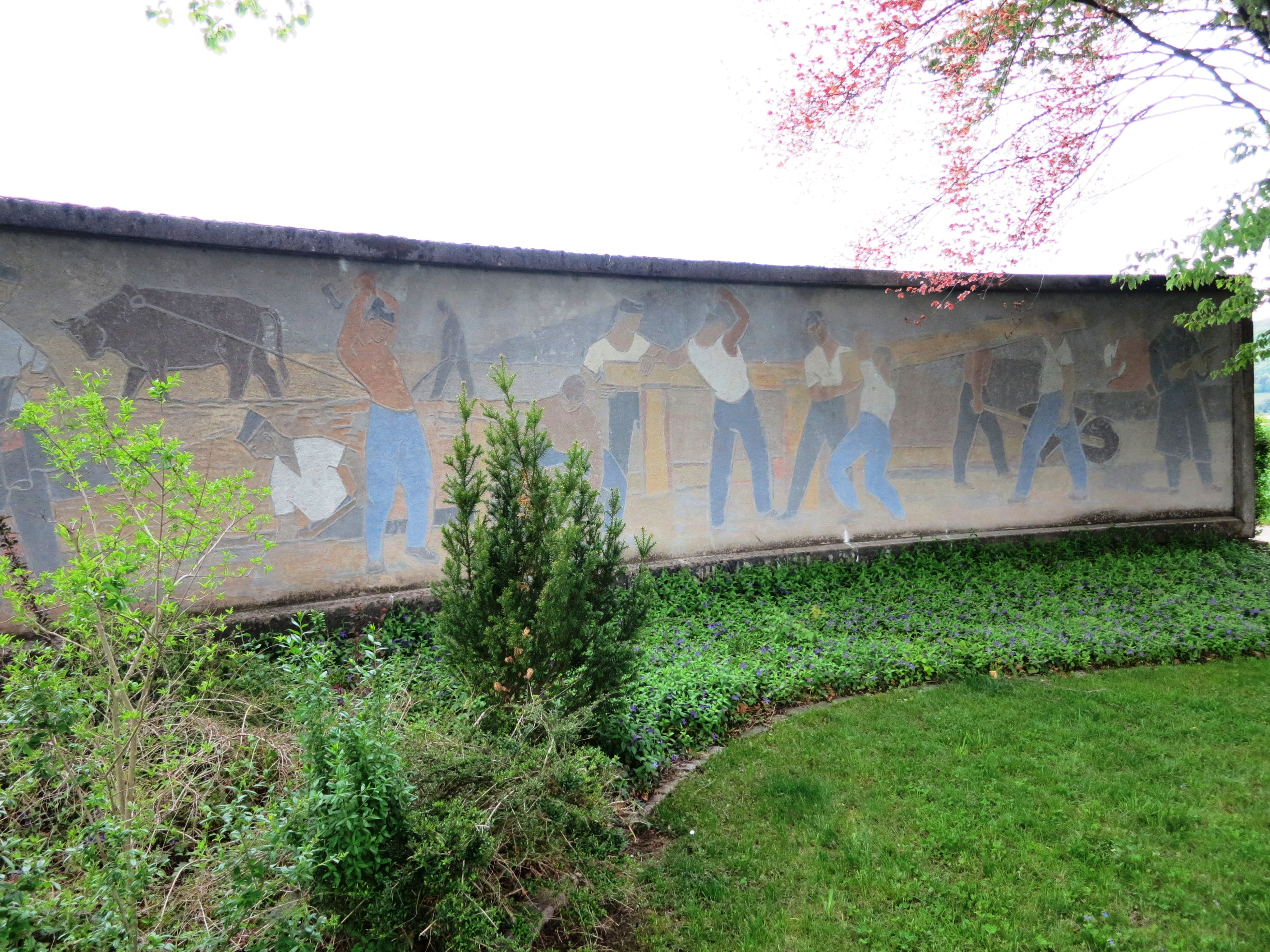
Denkmal Sperrstellenbau durch die 5. Division

## Anlagen Sperrstelle Roost
- GPH Roost ⊙
- Centi Bunker «Roost» A 3835 ⊙
- Infanteriebunker: «Roost rechts» A 3836 ⊙, «Roost links» A 3837 ⊙
- Panzerabwehrbunker «Roost» (Vickers-Pak) A 3895 ⊙[1]

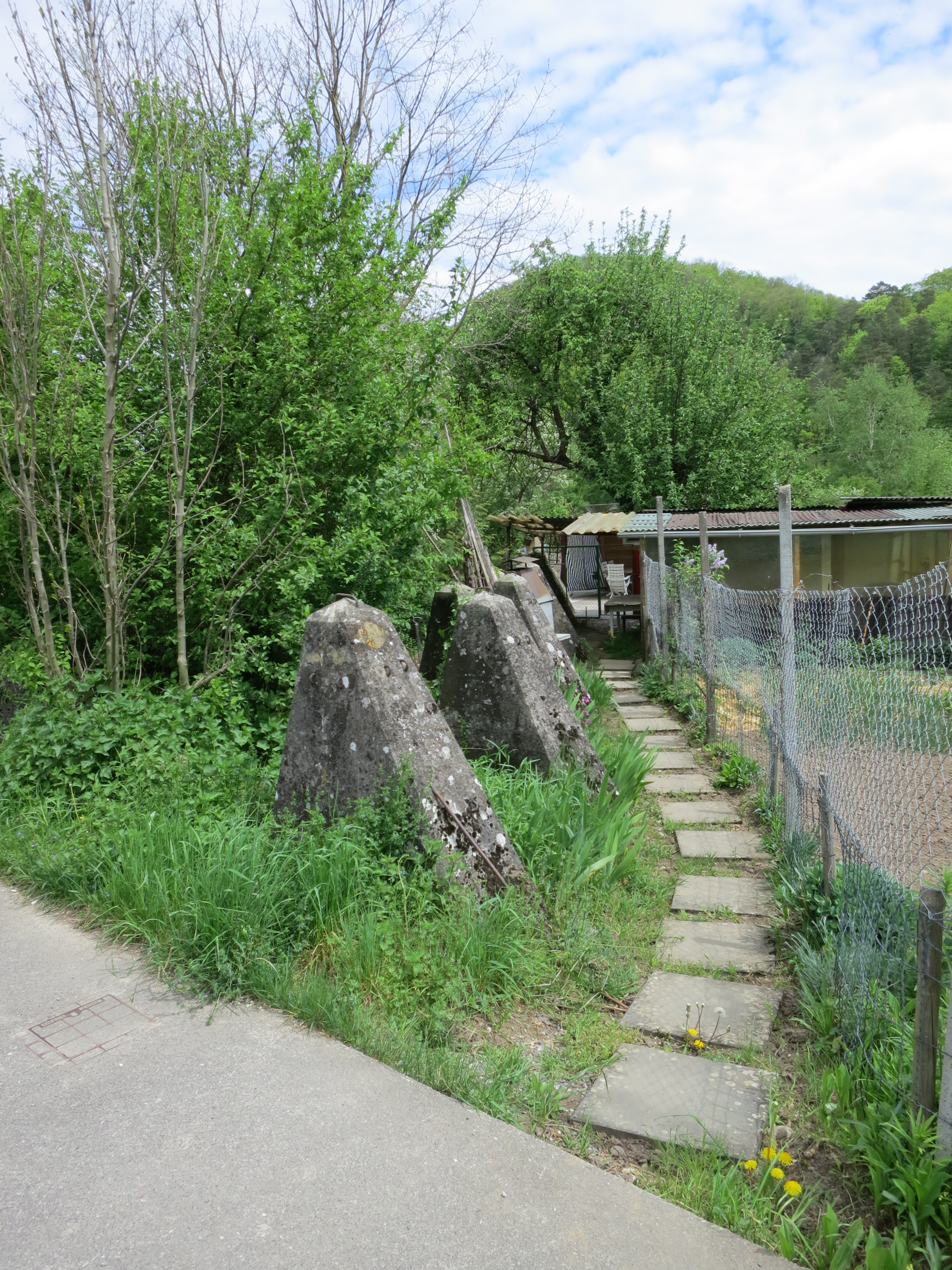
Höckerlinie GPH Roost
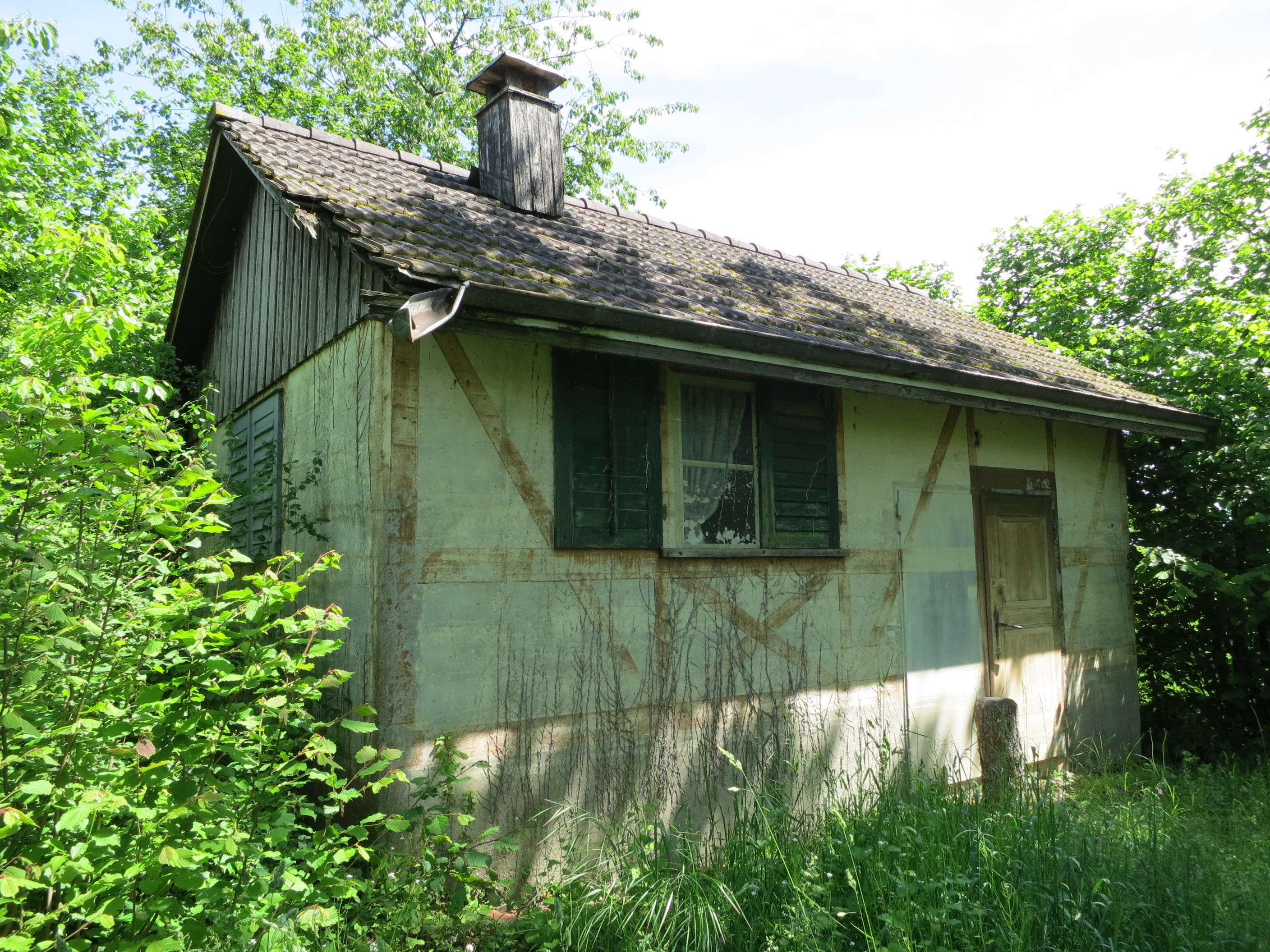
Vickers Bunker Roost A 3895
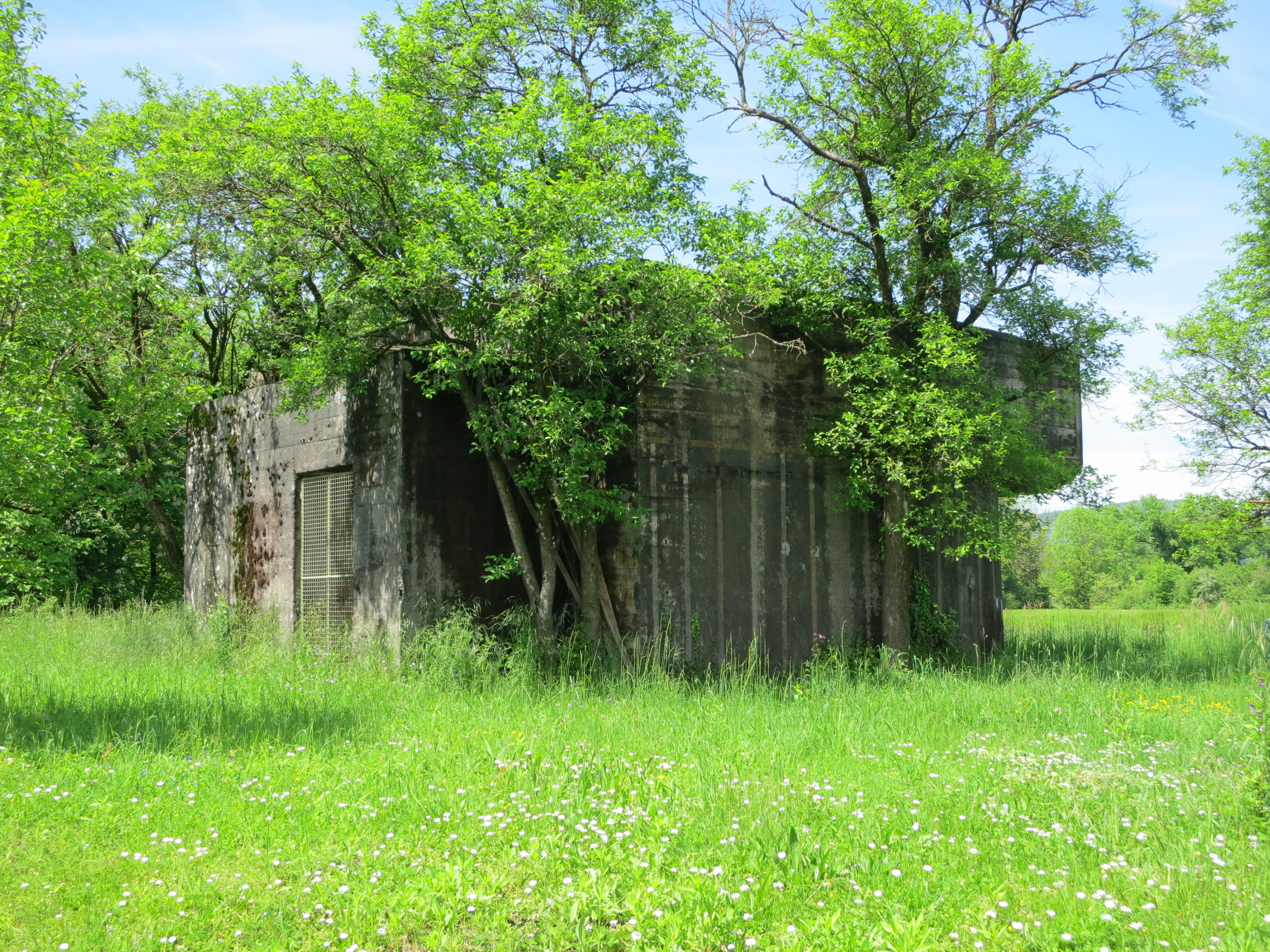
Panzerabwehrbunker Roost A 3837

## Artilleriewerk Rein
Das Artilleriewerk Rein «Adlerhorst» (Armeebezeichnung A 3840) befindet sich unterhalb der Ortschaft Rein in der Nähe des linken Aareufers ⊙.
Mit dem Bau wurde mit zwei Geschützständen im Juni 1940 begonnen, basierend auf dem vorbestehenden Infanteriewerk «Peter». Das Werk gehörte zur 5. Division und hatte die 8. Division auf der gegenüberliegenden Seite der Aare (Abschnittsgrenze) zu unterstützen.
Die Bewaffnung bestand aus zwei 7,5 cm Bunkerkanonen für den Direktschuss mit Feuerleitung vom Geschütz, einem Bunker mit Panzerabwehrkanone (Pak) und Maschinengewehr sowie einem Maschinengewehr, dass zwischen den beiden Kanonenscharten auf die Sperre Roost wirkte. Oberhalb des Pak-Bunkers befindet sich ein kleiner Minenwerferbeobachterstand. Der verbunkerte Notausgang befindet sich beim Dorfeingang Rein ⊙.
Mit der Armee 61 wurde das Artilleriewerk umgebaut und ab 1989 als «Zentrallager S (Schloss)» der Widerstandsorganisation P-26 sowie ab 1989 als Centi-Bunker «Rein» A 3829 (erster Centi-Bunker der Schweiz) benutzt.

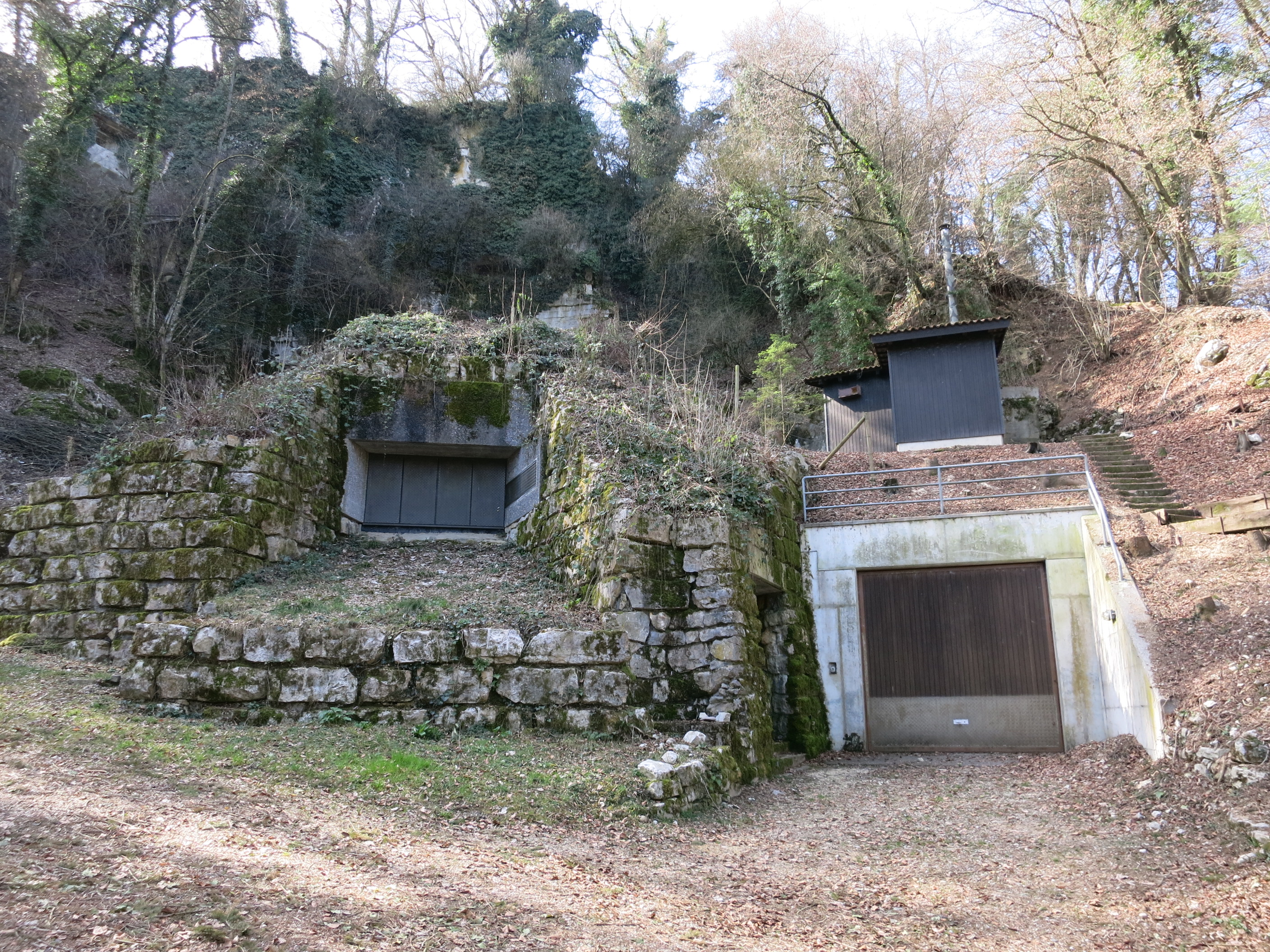
Artilleriewerk Rein A 3840 mit Centi Bunker A 3829
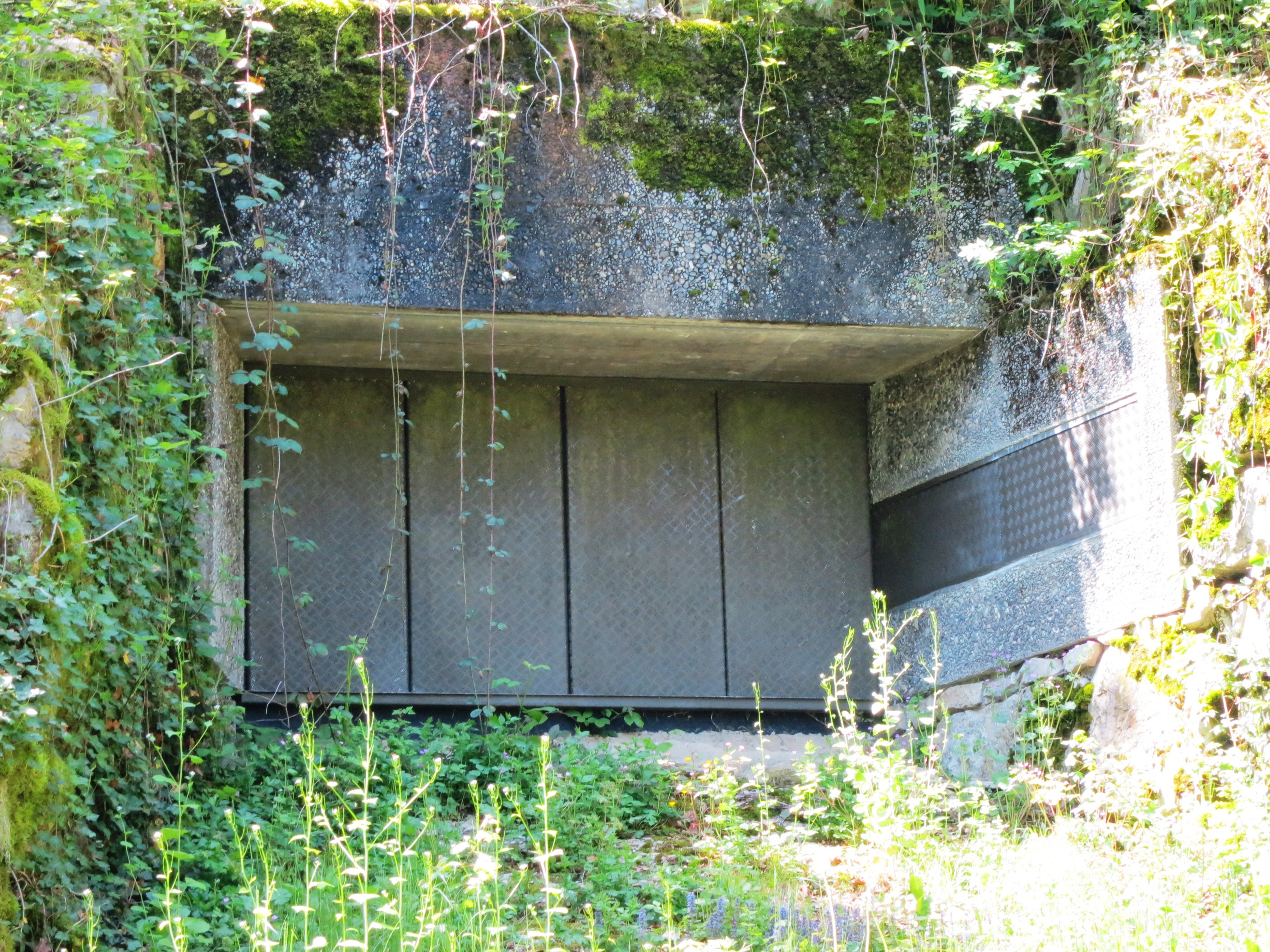
Scharte Centi Bunker A 3829
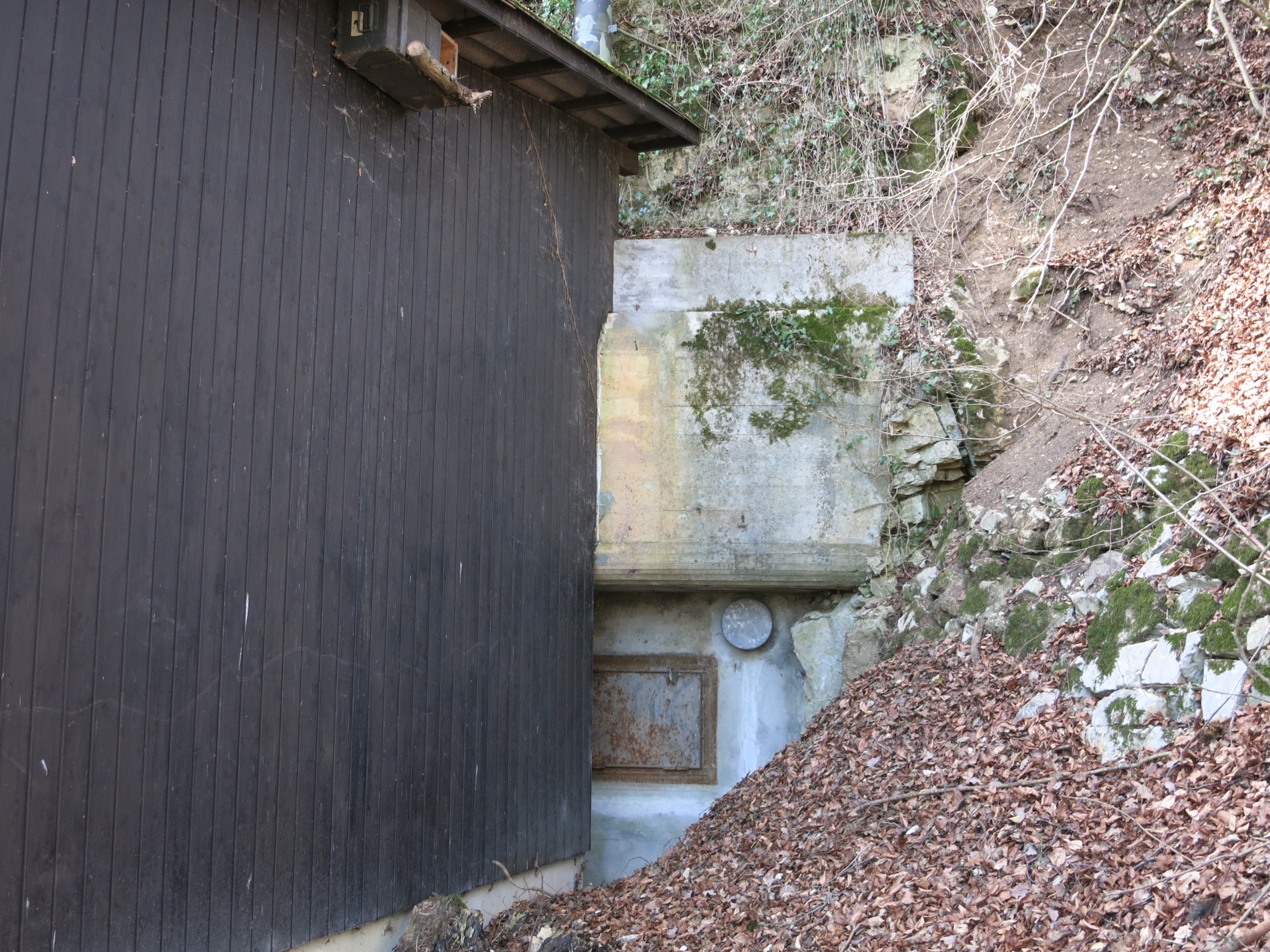
Eingangsbaracke altes AW Adlerhorst und «Zentrallager S» P-26
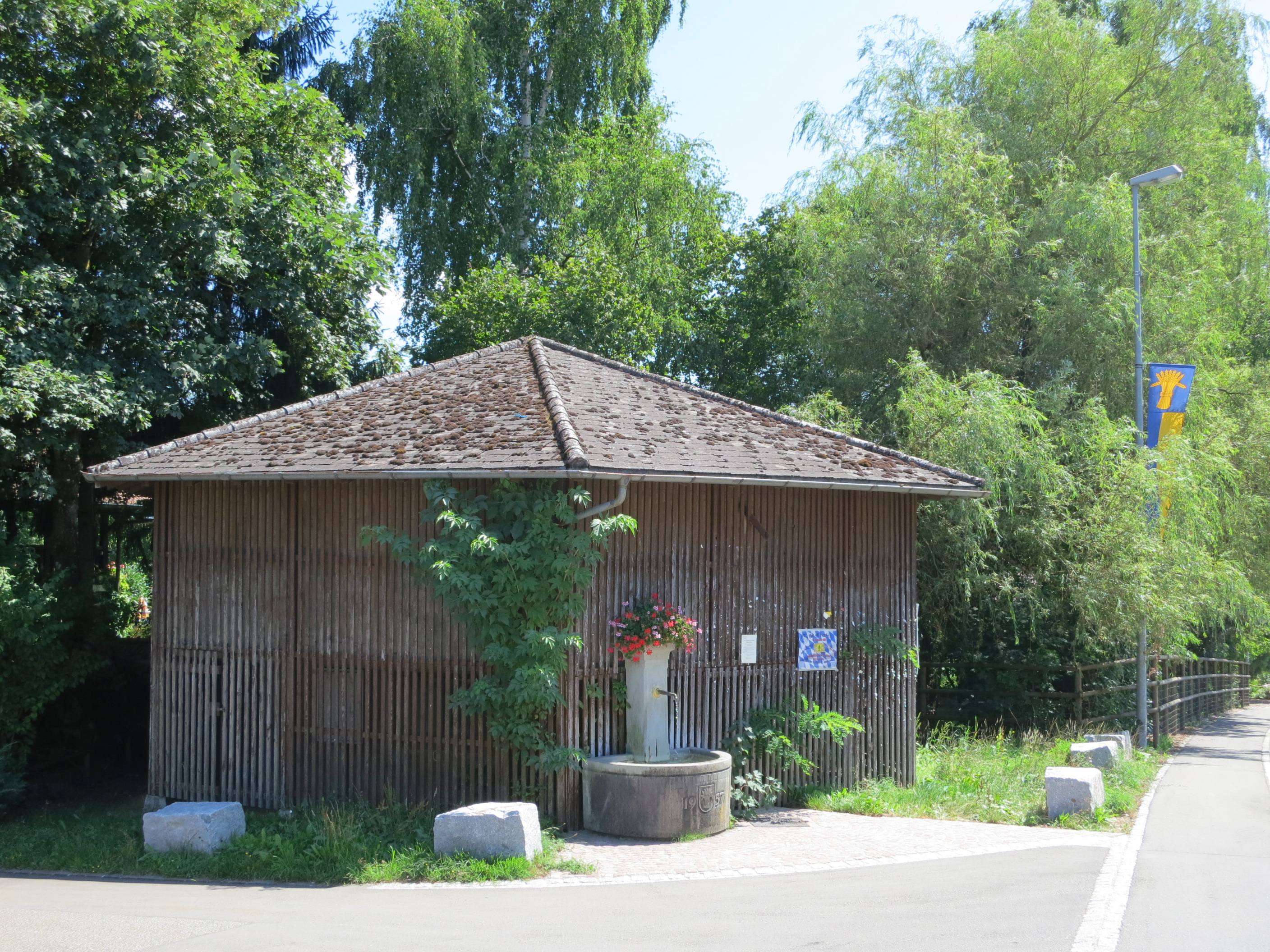
Bunker mit Notausgang

Die Grundstücksparzellen von Artilleriewerk, Centi Bunker und Notausgang stehen seit 2016 im Eigentum des Festungsmuseums Reuenthal.

## Anlagen Bruggerberg
- Infanteriebunker Gheid Rüfenach ⊙
- Beobachter Gheid Rüfenach ⊙
- Artilleriebunker Mändlisgrund A 3878, Riniken ⊙
- 4 Artilleriegeschützstellungen Mändlisgrund ⊙
- 4 Artilleriegeschützstellungen Langibirche ⊙
- Bataillonssanitätshilfsstelle Langibirche A 3885, Riniken ⊙
- Beobachterstand «Kegelplatz» A 3887, Kegelplatzweg ⊙

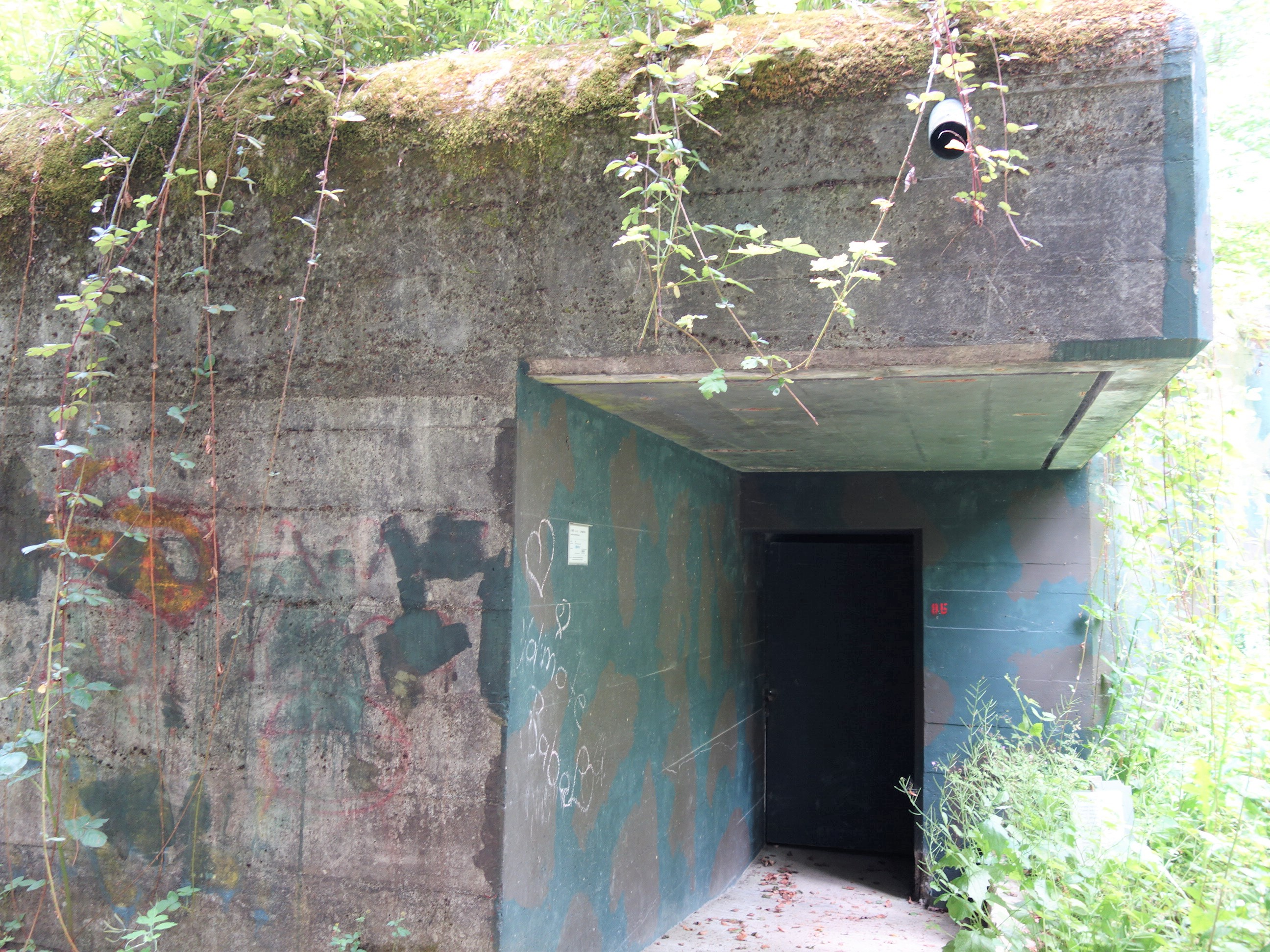
Bataillonssanitätshilfsstelle Langibirche A 3885

### Kommandoposten Reinerberg A 3892
Die Kaverne Reinerberg A 3892 wurde 1939/40 als Beobachtungsbunker auf dem Bruggerberg gebaut. Gleichzeitig wurde ein Schutzstollen (Mannschaft, Munition und 8,1-cm-Minenwerfer) für einen Minenwerferzug (Mw Zug Stabskp Füs Bat 105) gebaut. 1944 wurden die Stollen zum Kommandoposten Grenzregiment 50 «Aare West/Bruggerberg» erweitert.⊙⊙